# Fokino (Brjansk)
Fokino (russisch Фокино) ist eine Stadt mit 13.876 Einwohnern (Stand 14. Oktober 2010) in der Oblast Brjansk im südwestlichen Russland. Sie liegt am Fluss Bolwa, 16 km nördlich der Gebietshauptstadt Brjansk. Fokino bildet seit 2005 einen Stadtkreis, der vom  im Rajon Djatkowo umschlossen wird.

## Geschichte
Der Ort entstand 1899 als Siedlung rund um eine gleichzeitig angelegte Zementfabrik. Ursprünglich wurde diese Siedlung dementsprechend Zementny benannt. 1929 erhielt sie unter dem Namen Zementny Sawod („Zementwerk“) den Status einer Siedlung städtischen Typs. Später wurde die Bezeichnung wieder auf Zementny verkürzt. Den heutigen Namen erhielt der Ort zu Ehren des Brjansker Revolutionärs Ignati Fokin (1889–1919) mit der Verleihung der Stadtrechte 1964.
In den Nachkriegsjahren wurde Fokino vielerorts mit zwei- bis dreistöckigen Wohnhäusern bebaut, wobei als Arbeitskräfte hierfür vielfach auch deutsche Kriegsgefangene aus dem Zweiten Weltkrieg eingesetzt wurden. Heutzutage sind jedoch die meisten dieser Häuser baufällig; für deren Sanierung oder Ersetzung durch Neubauten kann die Stadt keine finanziellen Mittel aufbringen.

### Bevölkerungsentwicklung
| Jahr | Einwohner |
| ---- | --------- |
| 1939 | 6.388     |
| 1959 | 11.025    |
| 1970 | 13.138    |
| 1979 | 14.007    |
| 1989 | 15.191    |
| 2002 | 15.504    |
| 2010 | 13.876    |

Anmerkung: Volkszählungsdaten

## Wirtschaft
Der wichtigste Betrieb in der Stadt ist das 1899 gegründete Zementwerk, das auch hauptsächlich die Bevölkerung der Stadt und umliegender Orte wie Beresino beschäftigt. Mit bis zu vier Millionen Tonnen jährlicher Produktion gilt das Werk als das größte seiner Art in Europa. Allerdings sorgt die massenhafte Zementproduktion für Umweltprobleme in Fokino, da hierdurch große Mengen an Zementstaub in die Luft ausgestoßen werden.
Zu den weiteren Industriebetrieben der Stadt gehört ein Schiefer-, ein Stahlbeton- und ein Keramikröhrenwerk.

## Verkehr
Fokino liegt an der Eisenbahnlinie Brjansk–Wjasma und hat an ihr einen Bahnhof. Wichtige Straßenverbindungen bestehen über Brjansk, wo unter anderem Anschluss an die Magistralen M3 und M13 besteht. Innerhalb der Stadt existiert außer Überlandbuslinien kein öffentlicher Personennahverkehr.